# At-Bachy (rivière)
La rivière At-Bachy (en kirghize: Атбашы дарыясы) est un cours d'eau de 180 kilomètres de longueur du Kirghizistan qui traverse la province de Naryn. C'est un affluent gauche du Naryn.
Elle naît sur le versant nord de la chaîne des monts Jany-Jer, à la confluence des rivières de montagne Oulan et Jany-Jer. Elle se jette dans le Naryn après avoir traversé un paysage de hauts plateaux à plus de 3 000  mètres d'altitude. Elle baigne les petits villages d'Ak-Mouz, Ak-Moyoun, Birdik, la ville d'At-Bachy, puis les villages d'Ak-Jar, Atcha-Kaïyndy, Bolchevik, Birintchi Maï et enfin Taldy-Souou.